# Waseca
Waseca är administrativ huvudort i Waseca County i Minnesota. Enligt 2010 års folkräkning hade Waseca 9 410 invånare.